# Nettastoma falcinaris
Nettastoma falcinaris är en fiskart som beskrevs av Nikolai V. Parin och Karmovskaya, 1985. Nettastoma falcinaris ingår i släktet Nettastoma och familjen Nettastomatidae. Inga underarter finns listade i Catalogue of Life.